# Museo nacional de Boganda
El Museo nacional de Boganda (en francés: Musée National Boganda o bien Musee national Barthelemy Boganda) es un museo nacional de la República Centroafricana. Se encuentra ubicado en la ciudad capital, Bangui. Está dedicado básicamente a las artes y tradiciones populares y fue establecido en el año 1963.
Se instala en los espacios de una casa de una sola planta que una vez fue la casa del fundador Personal de la República Centroafricana, Barthélémy Boganda.